# Urzecze (województwo łódzkie)
Urzecze – wieś w Polsce położona w województwie łódzkim, w powiecie łowickim, w gminie Zduny.

## Położenie geograficzne
Wieś leży nad rzeką Bzurą około 14 kilometrów od miasta Łowicza.

## Nazwa
Obok literackiej nazwy Urzecze w przeszłości występowała również gwarowa forma Urzyce. Badając lokalną gwarę księżacką, Halina Karaś odnotowała współcześnie formę Łurzece. Nazwa Urzecze, według etymologii ludowej, pochodzi od lokalizacji wsi w niedalekiej odległości do rzeki w tym przypadku Bzury. Początkowo, jak podaje przekaz, używano zwrotu „tam u rzeki”, z czasem powstało z tego „urzecze”.

## Historia
Miejscowość istnieje co najmniej od XV wieku i była wsią należącą do arcybiskupstwa gnieźnieńskiego leżącą w powiecie orłowskim województwa łęczyckiego. Była jedną z wsi klucza łowickiego. W 1460 arcybiskup Jan Odrowąż Sprowski na posiedzeniu kapituły generalnej w Gnieźnie nadał swemu krewnemu, kasztelanowi przemyskiemu, Dobkowi ze Sprowy Zyrawskiemu, dożywocie na wsiach arcybiskupich Urzecze i Maurzyce wraz z młynem urzeckim dołączając również dziesięciny z Maurzyc.
Wieś została odnotowana w historycznych dokumentach podatkowych. Na początku XVI wieku składała się z dwóch części folwarku oraz części należącej do chłopów, którzy płacili dziesięcinę z łanów kmiecych odprowadzanych do arcybiskupstwa gnieźnieńskiego. Folwark dworski natomiast płacił ją plebanowi w Zdunach. Według regestu poborowego powiatu orłowskiego z 1576 wieś płaciła w sumie od 16 łanów, 1 zagrodnika, 3 komorników, 43 osadników, 2 łanów sołtysich. We wsi znajdowało się także 5 karczm, propinator, 1 rzeźnik, 1 stępne koło (napędzane kołem wodnym), a także młyn wodny o czterech kołach. W 1834 dziesięcina płacona z wiejskiego folwarku do Zdun wynosiła 11 korców i 15 garnców po 1 złotym i 17 groszy za korzec.
Po rozbiorach Polski wieś znalazła się w zaborze rosyjskim wchodząc w skład księstwa łowickiego. Jako miejscowość leżącą w gminie Bąków w parafii Sobota opisał ją XIX wieczny Słownik geograficzny Królestwa Polskiego. W 1827 roku we wsi znajdowało się 45 domów z 392 mieszkańcami. W 1893 znajdowało się w niej 53 domy, w których mieszkało 451 mieszkańców oraz 56 osadników. Liczyła w sumie 1377 morg obszaru w tym: 862 morg roli, 95 łąk i 350 pastwisk oraz 70 nieużytków. W miejscowości znajdowała się szkoła początkowa.
16 września 1939 żołnierze Wehrmachtu zamordowali 14 mieszkańców, w tym dwójkę dzieci w wieku 1 i 4 lat.
W latach 1975–1998 miejscowość administracyjnie należała do województwa skierniewickiego.